# IZ-Text
IZ-Text (Ireneusz Załóg Text) – polskie studio dubbingowe personalnie powiązane z MediaVox. Zajmowało się udźwiękowieniem filmów animowanych. Siedziba firmy znajdowała się w Katowicach, a jej właścicielem był Ireneusz Załóg. Dubbingi i inne produkcje studia emitowały m.in.: TVN, Jetix, Disney XD, Disney Channel, TVP3 Katowice, Polsat Viasat History, Polsat JimJam.

## Produkcje
- Bobobō-bo Bō-bobo
- Dziwne przypadki w Blake Holsey High
- Iggy Arbuckle
- Iron Man: Armored Adventures
- Jerry i paczka
- Jimmy Cool
- Król szamanów
- Mali czarodzieje
- MegaMan NT Warrior
- Monster Buster Club
- Mroczna przepowiednia
- Nowe przygody Lucky Luke’a
- Odlotowe agentki
- Pecola
- Planeta Sketch
- Prosiaczkowo
- Pucca
- Rodzina Tofu
- Sindbad
- Sonic X
- Szkoła Shuriken
- Transformers Animated
- W.I.T.C.H. Czarodziejki
- Wunschpunsch
- Wyścigi NASCAR
- Zeke i Luther
- Au Pair
- Au Pair 2
- Faceci w bieli
- Johnny Kapahala: Z powrotem na fali
- Wendy Wu: Nastoletnia Wojowniczka